# Джон Стокс
Джон Лорт Стокс (англ. John Lort Stokes) (*1812 — †12 червня 1885) — військово-морський офіцер Британського флоту, адмірал, штурман на бризі «Бігль» під час експедиції з Чарлзом Дарвіном.

## Біографія
Народився в містечку Скотчвілл поблизу Гейверфордвеста, Пембрукшир. До флоту пішов служити в 1824 році. Першим його кораблем став «Принс-Регент», в жовтня 1825 року приєднався до команди Філліпа Паркера. 1828 року став командиром брига «Бігль». Під час подорожі Чарлза Дарвіна був помічником та штурманом Роберта Фіцроя. Після цієї подорожі отримав звання лейтенанта і служив під командуванням Вікема. 1846 року отримав звання капітана, керував дослідженнями Нової Зеландії. 1863 року став ар'єргардним адміралом, в 1871 віце-адміралом, 1877 року — адміралом. Помер в рідному містечку.

## Пам'ять
На честь Стокса названі ящірка Egernia stokesii (рід Egernia) і вид морських змій Astrotia stokesii («змія Стокса»).

## Цікаві факти
Дослідуючи внутрішні області Австралії, Джон Стокс звернув увагу на курені альтаночниць, але приписав їхнє побудування не цим непоказним птахам, а тубільним жінкам — начебто для розваги своїх дітей.